# Suizei
L'emperador Suizei (綏靖天皇, Suizei Tennō) va ser el segon emperador del Japó que apareix en la tradicional llista d'emperadors.
No existeixen dades exactes sobre aquest emperador, cosa que ha dut a considerar-lo com a llegendari pels historiadors.
En el Kojiki i el Nihon Shoki només n'anomena el seu nom i genealogia. La tradició li atribueix el naixement el 632 aC i la mort el 549 aC i situa el començament del seu regnat el 581 aC, succeint el seu pare Jinmu. Poc després de la seva coronació, el seu germà es va rebel·lar contra ell. Va governar des del palau de Takawoka de Kadzuraki. El seu nom pòstum significa literalment "pau alegrement saludable".
Si bé la tradició afirma que va existir realment i li atribueix una tomba al palau de Takawoka], on suposadament va instal·lar la seu del seu regnat, els estudis històrics moderns tendeixen a demostrar que aquest personatge no va existir mai.